# Jozef Bittremieux
Jozef Bittremieux (Sijsele, 7 april 1878 – Brugge, 31 oktober 1950) was een Belgisch rooms-katholiek priester en theoloog. 

## Loopbaan
Bittremieux behoorde tot de in de 19e eeuw invloedrijke neothomistische school. Hij droeg bij aan de ontwikkeling van een Nederlandstalige theologische terminologie en is daardoor van blijvende betekenis geworden. Hij leverde originele bijdragen aan de mariologie door deze discipline doordacht te integreren in theologie en de deelterreinen pneumatologie en ecclesiologie. Hij liep daarmee enigszins vooruit op de constituties van het Tweede Vaticaans Concilie.
Bittremieux studeerde aan het Belgisch College in Rome. Hij droeg met zijn collega-studenten regelmatig bij aan de Vlaamse tijdschriften Het Belfort en Dietsche Warande. Mede hierom wordt Bittremieux tot de Vlaamse Beweging gerekend. Bittremieux was van 1921 tot aan zijn dood kanunnik in Brugge.
Jozef Bittremieux is een broer van de missionaris, schrijver en filoloog Leo Bittremieux (1880-1946). In zijn geboorteplaats Sijsele is de Kan. Bittremieuxlaan naar hem genoemd.

## Werk
- De Mediatione universali B.M. Virginis quoad gratias, Brugis (Brugge), 1926
- Doctrina Mariana Leonis XIII, Brugis (Brugge), 1928
- Grondbeginselen der metaphysica, Leuven, 1938